# Jagasics család

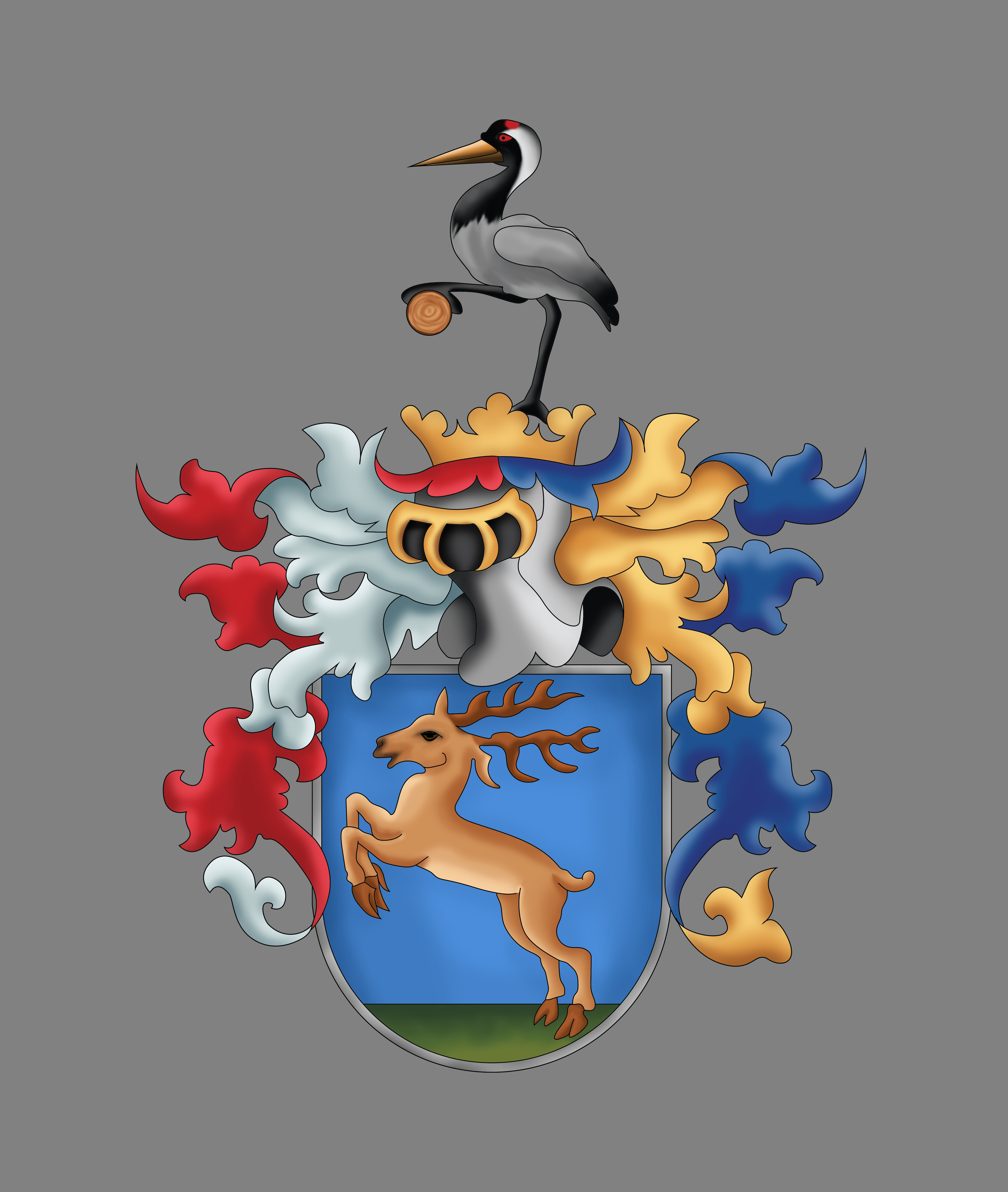
Jagasics Család címere, anno MDCCXV

A Jagasics család/Jagasich/Jagasits/ egy Zala vármegyei nemes család, amely Vas vármegyében is szerepel.

## A Jagasics család története
Jakasics Péter 1660-ban I. Lipót magyar királytól földbirtok adományt szerzett a Baranya vármegyei Dunaszekcsőre és Görcsönyre. Jagasics András 1694-ben volt az alsólendvai uradalom igazgatója, később 1734-ben, zalai főszolgabíróként szerepel; feleségül vette Babos Katát. 1715. július 28-án III. Károly magyar király adott címeres nemeslevelet Bécsben Jagasics Jánosnak, valamint feleségének Szalay Annának és Ferenc, Ádám, László, Katalin, Anna, Éva és Júlia gyermekeinek. Októberben már kihirdették Sopronban és 1730-án Veszprémben, majd 1776-ban Zalában.

### A lovászi ág
Jagasics Jánosnak, és Szalay Annának a fia, Jagasics Ferenc, gyulai Gaál Anna kisasszonyt  vette feleségül. Jagasics Ferenctől és gyulai Gaál Annától született Jagasics András (1728–1786), aki 1769 és 1773 között zalai másodalispán, majd 1773 és 1781 között Zala vármegye első alispánja volt. A jómódú földbirtokos Jagasics Ferenc már 1732-ben Lovásziban bírt földet, fia Jagasics András 1770-ben új malmot építtetett Lovásziban, a Kerka másik ágán. Jagasi András és leányai a "lovászi" nemesi előnevet használták. Jagasics Andrásnak két felesége volt: az első a szalapatakai Nagy család sarja, szalapatakai Nagy Magda (1734-1772), aki szalapatakai Nagy György (†1748) zalai alispán és nemes Lada Zsófia (1714-1767) lánya volt. Az első feleségétől, lovászi Jagasics Regina (1754-1812) úrnő született, aki rajki Rajkay Boldizsár (1742-1814) felesége; lovászi Jagasics Margit (1764-1818), akinek a férje a tekintélyes zalai nemesi birtokos boldogfai Farkas családból való boldogfai Farkas László (1747-1796) zalalövői alszolgabíró volt; és lovászi Jagasics Zsófia (1767–1808), nemes Oszterhuber Antal (1760–1821) házastársa. Első felesége halála után, Jagasics András újra házasodott meg: a második neje, rábabogyószlói Vajda Sára (1735-1805), akinek a szülei rábabogyoszlói Vajda Zsigmond, vasi főszolgabíró, és chernelházi Chernel Julia voltak. A második feleségétől, Vajda Sárától, lovászi Jagasics Julianna (1775-1804) született, aki lovászi és szentmargithai Sümeghy Józsefhez (1757-1832), zalai alispánhoz, királyi tanácsoshoz ment férjhez. Jagasics András alispánnak az úrbérrendezés korában összesen 290 úrbéri holdja volt, és a csébi, kávási, lovászi, lövői, pusztaszentpéteri és zalamindeszenti településeken voltak birtokai. A legnagyobb birtoka az a lovászi volt, ami 218 úrbéri holdas volt. Jagasics András lányaiban kihalt az ő ága. Sümeghy József (1757-1832), zalai alispán 1794. október 13.-án birtokadományt kapott I. Ferenc magyar királytól a Zala vármegyei Lovászira apósa után, és onnantól fogva a "lovászi" nemesi előnevet használta az ő családja; az adományozáskor a "szentmargitai" földbirtokot is megszerezte, és ezért ezt az előnevet is felvette a Sümeghy család.

### A dunaszekcskői és ráczgörcsönyi ág
Jagasics Jánosnak és Szalay Annának a másik fia, idősebb Jagasics László, apja volt ifjabb Jagasics Lászlónak, Zala vármegyei esküdtnek, aki bodorfai földbirtokos volt. Ifjabb Jagasics László esküdt fia, Jagasics József, akinek a neje, Sarlay Klára volt. Jagasics József és Sarlay Klára frigyéből Jagasics Ignác (1777–†?), ügyvéd, a sárvári uradalom ügyésze volt, valamint Jagasics László (1779–†?) volt. Jagasics Ignác ügyvéd feleségül vette Horváth Erzsébetet, és gyermekei között szerepeltek: Jagasics Antal (1804-1846), akinek a felesége hodászi Hodászy Erzsébet (1815-1881) volt; Jagasics Alajos (1805-?) kamarai felügyelő és Jagasics Sándor (1808-?), prímási titkár, m. kir. helytartótanácsi alelnök, aki feleségül vette kucsini Kamenszky Leopoldinát (1830-1900), Kamenszy István és egyházpakai Andrássy Anna lányát.
 Jagasich Sándor 1849 augusztus 26.–a és 1860. között Esztergom vármegye megyefőnöke volt. Jagasics Sándor és Kamenszky Leopoldina fia, Jagasics Kornél (1854–1906), akinek a neje Huszák Vilma volt. Jagasics Ignácnak a leszármazottjai a "dunaszekcskői és ráczgörcsönyi" nemesi előneveket használták.
Jagasics Antal és Hodászy Erzsébet fia, dunaszekcskői és ráczgörcsönyi Jagasics Kálmán (1836-1888) királyi kataszteri igazgató volt. Kálmán felesége Gaár Johanna (1841-1914) volt, akitől született: Jagasics Ilona (1864–1917), akinek az első férje, sárkúti Dugovics Titusz (1866–1926), vármegyei főszámvevő, akitől elvált, majd második férje, szikszói és debreczeni Szikszay Ferenc (1870–1908), huszártiszt, József főherceg szárnysegédje, festőművész, író lett; Jagasics Mária, Jagasics Sándor és ifjabb Jagasics Kálmán (1870–1933), ezredes, I, osztályú főhadbiztos, a Ferenc József-rend lovagja. Ifjabb Jagasics Kálmán neje, nemes Moré Etelka, Jagasics Sándor hitvese, Harrer Irén volt.